# Barrière de Venable
La barrière de Venable est une barrière de glace d'Antarctique occidental. Longue d'environ 65 km et large de 25 km, elle s'étend le long de la côte de Bryan jusqu'à la Péninsule d'Allison. Elle a été baptisée en l'honneur de l'officier américain J. D. Venable.